# Didymopsora triumfettae
Didymopsora triumfettae är en svampart som beskrevs av H.S. Jacks. & Holw. 1931. Didymopsora triumfettae ingår i släktet Didymopsora och familjen Pucciniosiraceae.   Inga underarter finns listade i Catalogue of Life.